# Józefina Moscardó Montalvá
Josefina Moscardó Montalva (ur. 10 kwietnia 1880 w Alzirze, zm. 22 września 1936) – hiszpańska błogosławiona Kościoła katolickiego.
Została zabita w czasie wojny domowej w Hiszpanii, publicznie wyrażając swoją wiarę i udział w działalności parafii.
Beatyfikował ją w grupie Józef Aparicio Sanz i 232 towarzyszy papież Jan Paweł II 11 marca 2001 roku.